# Driver: Parallel Lines
Driver: Parallel Lines ist der vierte Teil der Driver-Reihe. Er erschien zunächst im März 2006 für die PlayStation 2 und Xbox. Die Windows- und Wii-Version erschienen in technisch aufbereiteter Version im Juni 2007. Der Titel Parallel Lines bezieht sich dabei nicht nur auf den in zwei unterschiedlichen Epochen spielenden Handlungsstrang, sondern auch auf die Doppellinie als typische Straßenmarkierung. Des Weiteren ist der Spieltitel eine Anspielung auf das 1978 erschienene Album Parallel Lines von Blondie.

## Handlung
New York 1978: Der 18-jährige T.K. (The Kid), verdient sich als begabter Fahrer durch kleine Rennen und schließlich als Fluchtwagenfahrer für Kleinkriminelle etwas Geld. Sein bester Kumpel Ray steht ihm vor allem als Mechaniker stets zur Seite. Als sich T.K.s Talent herumspricht, wird er schließlich von Slink, einem Bordellbesitzer, angeheuert. Nachdem er bei kleineren Aufgaben (z. B. für „den Mexikaner“) seine Fähigkeiten unter Beweis stellen konnte, verhilft er bei einem Gefängnisausbruch Candy zur Freiheit. Dieser komplettiert eine Gruppe Krimineller, zu der auch Slink, „der Mexikaner“, ein Söldner namens Bishop und Corrigan gehören. Es wird der Plan gefasst, in den von Kolumbianern dominierten Kokainhandel einzusteigen. In einer groß angelegten Aktion entführen sie den Anführer der Kolumbianer und fordern ein Lösegeld. Der Deal klappt, T.K. überbringt das Lösegeld an Corrigan, doch der erschießt den Drogenboss der Kolumbianer, gibt sich als Polizist zu erkennen und streckt T.K. nieder. Dieser überlebt zwar, wird jedoch des Mordes an dem Kolumbianer beschuldigt und landet im Knast.
New York 2006: T.K., der 28 Jahre unschuldig im Gefängnis verbringen musste, wird entlassen. Einiges hat sich in der Zwischenzeit verändert: Corrigan ist mittlerweile Polizeipräsident, Candy führt ein Unternehmen, Bishop handelt mit Heroin, Slink führt zahlreiche Nachtklubs in der Stadt, nur der Mexikaner hat es nicht weit gebracht. Er arbeitet als Kassierer in einer Spielhalle. Gesteuert vom Hass über den Verrat seiner ehemaligen Verbrecher-Kollegen begibt sich T.K. auf einen persönlichen Rachefeldzug. Unterstützt wird er dabei von seinem treuen Kumpel Ray und Maria, die sich als Tochter des ehemaligen kolumbianischen Drogenbosses entpuppt. T.K. knüpft sich einen nach dem anderen vor, bis schließlich nur noch Corrigan übrig bleibt. Der treibt ein ausgeklügeltes Spiel mit T.K., wickelt sogar Ray um seine Finger, doch mithilfe Marias gelingt es T.K. auf Corrigans Fersen zu bleiben. In der finalen Verfolgungsjagd flieht Corrigan mit einem Helikopter und wird von T.K. verfolgt. Er schafft es, den Hubschrauber unter Beschuss zu nehmen, der letztendlich abstürzt und Corrigan schwer verletzt. Als T.K. die Waffe zum alles beendenden Schuss ansetzt, taucht Maria auf und bittet um die Aushändigung von Corrigan. Der fürchtet die Rache der Kolumbianer mehr, als seinen eigenen Tod und fleht T.K. an, endlich abzudrücken. Nach einer kurzen Überlegung entschließt sich T.K. jedoch, Corrigan Maria zu überlassen, die ihn in ihren SUV verfrachtet und mit ihm verschwindet. T.K. bleibt zurück.

## Spielprinzip

### Allgemein
Driver: Parallel Lines weist zu den bis dahin erschienenen Teilen die größten Unterschiede bzw. Neuerungen auf. Die bisherige Hauptfigur der Spieleserie, den Undercover-Cop John Tanner, gibt es nicht mehr. Stattdessen schlüpft der Spieler nun in die Rolle eines 18-jährigen Kleinkriminellen, der von allen nur T.K. (The Kid) genannt wird. Weiterhin ist die Spielumgebung zwar nach wie vor in einer Großstadt angesiedelt, im Unterschied zu den Vorgängern erstreckt sich die Spielwelt jedoch nicht mehr über mehrere Städte, sondern besteht aus dem New York des Jahres 1978 und 2006.
Erstmals ist auch die Gliederung des Spieles anders aufgebaut. Anstelle die verschiedenen Spielmodi wie bisher im Hauptmenü anzuwählen, wurde mit Parallel Lines versucht, Open-World-Spielprinzipien einzuführen. So kann man nun entweder ein „Neues Spiel“ starten oder einen gespeicherten Spielstand laden. Danach beginnt man an der entsprechenden Stelle in der Spielwelt New York und findet die einzelnen Spielvarianten an verschiedenen Orten der Karte. Aufgrund der geänderten Handlung gibt es nun keinen „Undercover-Modus“ mehr, die Haupthandlung bestehend aus 32 Missionen wird aber wie bisher in Form von vorgerenderten Zwischensequenzen erzählt, die eine kontinuierliche Geschichte erzählen. Die bisherigen „Fahrspiele“ wurden in „Nebenmissionen“ gewandelt, die wie die Missionen der Haupthandlung über die Spielwelt verteilt sind und jederzeit angefahren und absolviert werden können. Die verschiedenen Aufgaben der Nebenmissionen wurden an die geänderte Rahmenhandlung angepasst und umfassen das Stehlen und Abliefern von Fahrzeugen, Rennen auf eigenen Rennstrecken sowie illegale Straßenrennen, Verfolgungsjagden, Abschleppdienste oder das Eintreiben von Schutzgeld.
Entsprechend dem Open-World-Prinzip wurde auch ein Tagesablauf in das Spiel integriert, sodass erstmals in der Spieleserie Tag und Nacht ineinander übergehen, Wettereffekte wurden jedoch weggelassen. Neu sind auch Werkstätten, in denen man Fahrzeuge reparieren, tunen oder den Fahndungslevel löschen kann. Dazu wurde ein Geldsystem eingeführt, wonach der Spieler nach Erledigung von Missionen Geld erhält, das er in die Werkstatt oder für den Kauf von Munition investieren kann.
Der Schwierigkeitsgrad der Vorgänger wurde etwas entschärft. Schwierige Missionen müssen nicht komplett wiederholt werden, da sie in mehrere Etappen aufgeteilt sind. Schlägt eine Mission fehl, so muss immer nur die aktuelle Etappe und nicht die gesamte Mission wiederholt werden. Das Fahndungssystem unterscheidet sich ebenfalls von den bisherigen Teilen der Serie. Erstmals gibt es einen auf Fahrzeuge und Personen orientierten Verbrechensindikator. Das bedeutet, dass mit einem Auto begangene Vergehen auf das jeweils gesteuerte Fahrzeug bezogen werden und man als Spieler wieder neutral von der Polizei angesehen wird, wenn man unbemerkt das Auto verlassen kann. Umgekehrt beziehen sich zu Fuß begangene Verbrechen auf die Spielfigur, man kann jedoch in Fahrzeugen zeitlich begrenzt untertauchen.
Mitunter zu den größten Neuerungen gehört die Entfernung des bisher serientypischen Filmregisseur-Modus. Es können Replays weder aufgezeichnet, gespeichert noch bearbeitet werden.
Driver: Parallel Lines verwendet eine modifizierte Version der Grafikengine von Driv3r. Im Vergleich zum Vorgänger wurden störende Pop-ups entfernt und die Verkehrsdichte erhöht.
Das Spiel enthält mehr als siebzig lizenzierte Songs, die während des Fahrens abgespielt werden. Passend zur jeweiligen Epoche konnten zahlreiche namhafte Künstler verpflichtet werden. Ein Teil der Songs stammt aus den 1970er Jahren, u. a. Stücke von Iggy Pop, War, David Bowie, und Blondie. Der Soundtrack aus dem Jahr 2006 beinhaltet Lieder von Public Enemy, The Secret Machines, Kaiser Chiefs, und den Yeah Yeah Yeahs.

### Städte
Driver: Parallel Lines beinhaltet im Unterschied zu den Vorgängerspielen nur noch eine Stadt, jedoch in zwei unterschiedlichen Zeitepochen: New York im Jahre 1978 und 2006. Die Differenzen beziehen sich dabei hauptsächlich auf die Fahrzeuge, Fußgänger und die verwendete Musik. Auch einige Häuserfassaden sind je nach Zeitepoche unterschiedlich. Zu den markantesten städtebaulichen Änderungen zählen die Twin Towers des World Trade Centers, welche im Jahr 1978 die Skyline prägen, 2006 aber verschwunden sind. Ein Farbfilter verstärkt die optischen Unterschiede und taucht das New York der 1970er Jahre in Brauntöne, während die 2006er Version kühlere Blautöne aufweist. Das Straßennetz bleibt jedoch unverändert.